# Труккаццано
Труккаццано (італ. Truccazzano) — муніципалітет в Італії, у регіоні Ломбардія, метрополійне місто Мілан.
Труккаццано розташоване на відстані близько 470 км на північний захід від Рима, 22 км на схід від Мілана.
Населення — 6041 особа (2014).

## Демографія
Населення за роками:

Станом на 1 січня 2023 року в муніципалітеті офіційно проживали 604 іноземці з 49 країн, серед них 140 громадян країн Євросоюзу та 15 громадян України.

## Сусідні муніципалітети
- Кассано-д'Адда
- Комаццо
- Ліскате
- Мельцо
- Поццуоло-Мартезана
- Ривольта-д'Адда